# 冨尾城
冨尾城（とんびゅうじょう）は、愛知県岡崎市冨尾町にあった中世の日本の城（山城）。額田町史
によると城主は三河疋田氏と記されているため、正確な城主は不明である。